# گرگ کروآه-هارتمن
گرگ کروآه-هارتمن یک توسعه دهنده اصلی هسته لینوکس است. تا تاریخ آوریل ۲۰۱۳، او نگه‌دارنده هسته لینوکس برای انشعاب -stable،  زیرسیستم مرحله‌بندی،  یواس‌بی، هسته درایور، دیباگ‌اف‌اس، کی‌رف ، کی‌آبجکت و زیرسیستم‌های هسته sysfs،  فضای کاربری ورودی/خروجی (با هنس جی. کوچ)،  و لایه تی‌تی‌وای.  او همچنین لینوکس-هات‌پلاگ ، پروژه یودو و پروژه درایور لینوکس را ایجاد کرده است.  او تا تاریخ ۱ فوریه ۲۰۱۲ برای نوول در بخش آزمایشگاه‌های اپن‌سوزه کار می‌کرد و اکنون در بنیاد لینوکس کار می‌کند.

## بیوگرافی
کروآه-هارتمن یکی از نویسندگان درایورهای دستگاه‌های لینوکس (نسخه سوم) و نویسنده کتاب هسته لینوکس به طور خلاصه است و قبلاً یکی از ویرایشگرهای کمک کننده برای مجله لینوکس بوده است. او همچنین در مقالات LWN.net، سایت خبری لینوکس، مشارکت می‌کند.
کروآه-هارتمن اغلب در مستندسازی هسته و توسعه درایور از طریق گفتگوها  و آموزش‌ها کمک می کند.  در سال ۲۰۰۶، او یک دیسک ایمیج از مطالب خود منتشر کرد تا یک برنامه نویس را با کار بر روی توسعه درایورهای دستگاه‌های لینوکس آشنا کند.
او همچنین توسعه اپن‌سوزه تامبلوید، نسخه‌ی مدل غلتان اپن‌سوزه را آغاز کرد.  

## کتاب‌ها
- جاناتان کوربت; الساندرو روبینی; گرگ کروآه-هارتمن (2005). درایورهای دستگاه لینوکس (سوم ed.). سباستوپول، کالیفرنیا: اورایلی. ISBN 0-596-00590-3.
- Kroah-Hartman, Greg (2006). Linux Kernel in a Nutshell (1st ed.). Sebastopol, CA: O'Reilly. ISBN 978-0-596-10079-7.

## لینک های خارجی
- وبلاگ گرگ کروآه-هارتمن
- صفحه لینوکس گرگ کروآه-هارتمن
- فهرست مقالات نوشته شده توسط Greg Kroah-Hartman در مجله Linux
- فهرست مقالات نوشته شده توسط Greg Kroah-Hartman در LWN
- مقاله HOWTO Greg Kroah-Hartman در مورد توسعه هسته لینوکس
- پروژه درایور لینوکس
- ویدئو با گرگ کروآ هارتمن در نمایشگاه تجاری هانوفر، آلمان، می ۲۰۰۸
- سخنرانی اصلی Greg Kroah-Hartman Linux Plumbers (ویدئو)

الگو:Linux kernel